# Camponotus nipponicus
Camponotus nipponicus é uma espécie de inseto do gênero Camponotus, pertencente à família Formicidae.